# Cantón de Vayrac
El cantón de Vayrac era una división administrativa francesa, que estaba situada en el departamento de Lot y la región de Mediodía-Pirineos.

## Composición
El cantón estaba formado por ocho comunas:
- Bétaille
- Carennac
- Cavagnac
- Condat
- Les Quatre-Routes-du-Lot
- Saint-Michel-de-Bannières
- Strenquels
- Vayrac

## Supresión del cantón de Vayrac
En aplicación del Decreto n.º 2014-154 de 13 de febrero de 2014, el cantón de Vayrac fue suprimido el 22 de marzo de 2015 y sus 8 comunas pasaron a formar parte del nuevo cantón de Martel.